# Fedora (sombrero)

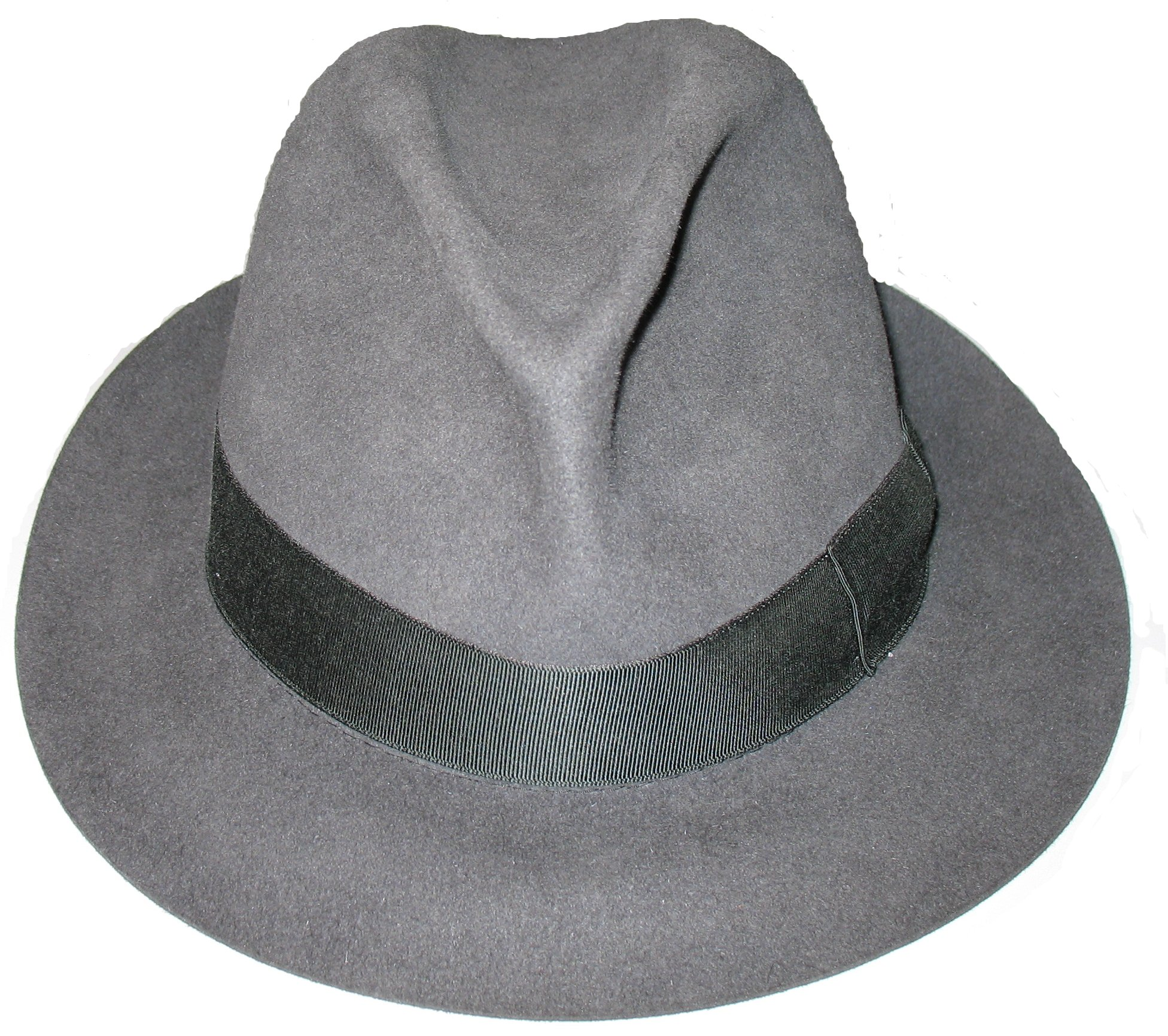
Sombrero fedora.

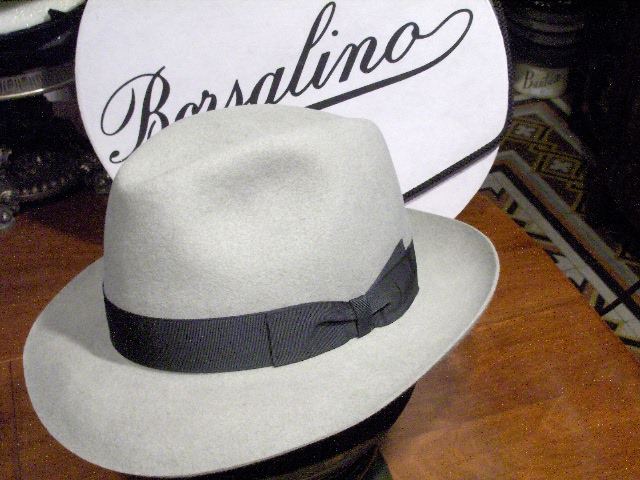
Sombrero fedora manufacturado por Borsalino.

El fedora es un sombrero flexible y de ala media o ancha, clásico y originario de Italia. Por antonomasia, es también llamado por el nombre de la empresa de vestimenta que lo inventó, «Borsalino». En la jerga rioplatense de los años 20, 30 y 40, el sombrero fedora se denominó «gacho». Un exitoso tango del cantautor Carlos Gardel se titula Gacho gris.

## En la cultura popular
- Un usuario de fedora fue Ígor Sikorski, inventor, diseñador y productor de los primeros helicópteros. Volaba con este tipo de sombrero, del que decía que era 'su casco'.[1]
- Indiana Jones, el personaje de ficción, es conocido por su fedora marrón. El sombrero también tenía el propósito práctico de esconder la cara en las tomas largas, lo que permitía más fácilmente el uso de dobles en los tiempos anteriores a los efectos digitales generados por ordenador (CGI).
- El falsificador y estafador Neal Caffrey, personaje de Matt Bomer en la serie White Collar, usa en varios capítulos un sombrero fedora.
- En la serie The Blacklist, el personaje de James Spader, exagente del gobierno convertido en genio del mundo criminal, Raymond Reddington, es rara vez visto sin un sombrero fedora.
- John Galt, personaje de La rebelión de Atlas, usa un fedora mientras actúa de incógnito.
- En el logotipo de la compañía de software Red Hat aparece un hombre vistiendo un fedora rojo. Además, la distribución de Linux de Red Hat orientada a la comunidad se llama Fedora.
- El icono del terror Freddy Krueger utiliza un fedora marrón como parte de su ya típico atuendo.
- Pete Doherty, el cantante de The Libertines y Babyshambles, se caracteriza por su gran variedad de sombreros fedora.
- Michael Jackson utilizaba una gran variedad de fedoras en sus shows en vivo, especialmente en las interpretaciones de su canción «Billie Jean», que solían finalizar lanzando el sombrero al público.
- Los gánsteres los usaban comúnmente, ya fuera para que no se viera bien su rostro o por elegancia.
- El criminal Clyde Barrow usaba fedoras de distintas tonalidades.
- Los personajes de Joliet Jake Blues (John Belushi) y Elwood Blues (Dan Aykroyd) de la película de 1980 The Blues Brothers vestían fedoras negros.
- El traje del famoso personaje de TV y videojuegos Carmen Sandiego incluye un fedora rojo con una banda amarilla.
- El legendario entrenador del equipo de fútbol americano Dallas Cowboys, Tom Landry, usaba un fedora.
- Los sombreros usados por Clint Eastwood en Trilogía del dólar eran fedoras.
- Perry el Ornitorrinco, un personaje de la serie de Disney Channel Phineas y Ferb, es un agente secreto que cada vez que va a entrar en acción se pone un sombrero fedora.
- El actor y cantante Lucas Grabeel usa muchos sombreros borsalinos en las películas de la secuela High School Musical y en sus actuaciones.
- Uno de los presentadores del programa Mythbusters de Discovery Channel, Adam Savage, usa un sombrero fedora en muchos de los programas; de hecho, su atuendo completo al usarlo es muy similar al de Indiana Jones.
- El guitarrista Synyster Gates, de la banda Avenged Sevenfold, usa un fedora negro con una banda roja.
- El cantautor argentino Abel Pintos usa sombreros fedora en varios de sus recitales y en algunos videoclips.
- El guitarrista Daniel Crowley, de la banda Goblin, aparece en la portada de su álbum debut con un fedora negro con inscripciones tribales en la cinta.
- El luchador profesional Mark Calaway, conocido por su personaje de The Undertaker en la WWE, utiliza usualmente un sombrero fedora.
- En la serie animada Chip y Chop, Guardianes rescatadores, Chip viste con un sombrero fedora y una chaqueta similar a la de Indiana Jones.
- En el anime Katekyo Hitman Reborn, Reborn, uno de sus protagonistas, usa un sombrero fedora.
- El tanguero rioplatense Carlos Gardel usó fedoras a lo largo de su carrera. Esta es la razón por la cual en algunas partes de Colombia se le denomina "Sombrero Gardeliano" a la Fedora.
- El cantante Bruno Mars tiene una colección de sombreros fedora, que usa siempre.
- El famoso cantante Scatman John solía llevar un sombrero fedora.
- El ángel cantante de la banda Fall Out Boy, Patrick Stump, usa fedoras.
- En el cómic web Homestuck, el padre de John Egbert usaba fedoras.
- Boney James, el saxofonista, escritor y productor de smooth Jazz, usa en casi todas sus presentaciones un sombrero fedora.
- En el anime Hellsing y sus ovas, el protagonista, Alucard, usa un sombrero fedora de ala ancha de color bordó.
- El medioambientalista, defensor de los derechos humanos y escritor mexicano de ciencia ficción y género fantástico Jorge Guerrero de la Torre, utiliza de manera cotidiana alguno de sus varios sombreros fedora.
- El cantante mexicano Samo utiliza varios sombreros fedora desde que participó en el grupo musical Camila.
- El comediante Franco Escamilla lo utiliza tanto en shows como en su apodo "el comediante del sombrero"
- En la serie de televisión Kung fu: la leyenda continúa, el actor David Carradine interpretando al personaje de Kwai Chang Caine, nieto del personaje que interpretó en los años 70 con la serie Kung fu, con el mismo nombre, solía lucir el sombrero fedora para caracterizar al personaje.
- El Inspector Dan, el conocido detective de la Londres de los 50, creado por Eugenio Giner, aparece siempre con un sombrero Fedora de color verde